# Jip Vastenburg
Jip Vastenburg (* 21. März 1994 in Loosdrecht) ist eine niederländische Leichtathletin, die sich auf den Langstreckenlauf spezialisiert hat.

## Sportliche Laufbahn
Erste internationale Erfahrungen sammelte Jip Vastenburg beim Europäischen Olympischen Jugendfestival (EYOF) 2011 in Trabzon, bei dem sie im 3000-Meter-Lauf in 9:39,47 min die Bronzemedaille gewann. Im Jahr darauf erreichte sie bei den Juniorenweltmeisterschaften in Barcelona in 16:47,32 min Rang 15 über 5000 Meter und 2013 gewann sie über diese Distanz in 16:03,31 min die Goldmedaille bei den Junioreneuropameisterschaften in Rieti. 2014 wurde sie als Gesamtsiegerin beim CPC Loop Den Haag Niederländische Meisterin im Halbmarathon und bei den Europameisterschaften in Zürich klassierte sie sich im 10.000-Meter-Lauf nach 32:27,37 min auf dem vierten Platz. 2015 siegte sie dann bei den U23-Europameisterschaften in Tallinn in 32:18,69 min über 10.000 Meter und wurde dann bei den Weltmeisterschaften in Peking in 32:03,03 min Elfte. Im darauffolgenden Jahr erreichte sie bei den Europameisterschaften in Amsterdam in 32:04,00 min den achten Platz und wurde daraufhin bei den Olympischen Spielen in Rio de Janeiro in 32:08,92 min 28.
2018 gelangte sie bei den Europameisterschaften in Berlin mit 33:41,79 min auf Rang 14 und im Jahr darauf wurde sie beim Wiggle Manchester Half Marathon nach 1:14:18 h Zweite. 2021 startete sie bei den Halleneuropameisterschaften in Toruń über 3000 Meter, wurde dort aber in der Vorrunde wegen des Verlassens der Bahn disqualifiziert.
In den Jahren 2014 und 2018 wurde Vastenburg niederländische Meisterin im 5000-Meter-Lauf.

## Persönliche Bestzeiten
- 1500 Meter: 4:10,11 min, 19. Juli 2014 in Heusden-Zolder
- 1500 Meter (Halle): 4:15,80 min, 13. Februar 2021 in Manchester
- 3000 Meer: 8:49,50 min, 24. Mai 2015 in Hengelo
  - 3000 Meter (Halle): 8:52,76 min, 29. Januar 2021 in Karlsruhe
- 5000 Meter: 15:15,77 min, 21. Juli 2018 in Heusden-Zolder
- 10.000 Meter: 31:35,48 min, 2. Mai 2015 in Palo Alto
- Halbmarathon: 1:11:04 h, 22. Oktober 2017 in Valencia
- Marathon: 2:33:40 h, 23. Februar 2020 in Sevilla